# Aryan Nations
Aryan Nations este o organizație teroristă americană antisemită, neonazistă și supremațistă. Aceasta își avea sediul principal în comitatul Kootenai, Idaho, la aproximativ 4,4 km de orașul Hayden Lake. Grupul a fost înființat de către Richard Girnt Butler în anii 1970.
În 2001, Biroul Federal de Investigații (FBI) a caracterizat organizația drept „amenințare teroristă”. Într-o analiză a organizațiilor teroriste, RAND Corporation a descris-o numit-o „prima rețea teroristă națională” din Statele Unite ale Americii.

## Istoric
Convingerile membrilor organizației sunt fundamentate pe învățăturile preotului Wesley A. Swift, lider al mișcării Identitatea Creștină.  Swift a combinat israelismul britanic, antisemitismul și militantismul. Acesta și-a înființat propria biserică în California la mijlocul anilor 1940, iar pe parcursul anilor '50 și '60 a găzduit o emisiune radio. În 1957, numele bisericii sale a fost schimbat în Biserica lui Iisus Hristos - Creștin, denumire utilizată astăzi de bisericii organizației AN.
De la sfârșitul anilor 1970 până în 2001, sediul Aryan Nations era situat într-un complex de 8,1 ha aflat în apropierea orașului Hayden, Idaho. Deși organizația avea o suită de filiale statale, relațiile cu sediul central erau slabe. Grupul organiza un congres anual pentru membrii Aryan Nations și ai altor asociații similare.
Richard Butler a fost liderul organizației până în 1998. La vremea respectivă, acesta avea peste 80 de ani și era bolnav. La congresul anual din 2001, Neuman Britton a fost numit succesorul lui Butler, însă în august 2001, după moartea lui Britton, Butler l-a numit pe Harold Ray Redfeairn din Ohio drept lider al Aryan Nations. Redfeairn a căzut in disgrație după ce l-a acceptat ca membru pe Dave Hall, un informator al FBI care a expus activitățile ilegale al grupului. Redfeairn și August Kreis III⁠(d) - un propagandist al AN - au părăsit grupul și au înființat o altă organizație.
Câteva luni mai târziu, Redfeairn a încercat să formeze o alianță cu Butler. Congresul din 2002 susținut de Butler a atras mai puțin de 100 de oameni, iar când a candidat la funcția de primar, a obținut doar 50 de voturi. Redfeairn a murit în octombrie 2003,   iar Butler a murit de insuficiență cardiacă în septembrie 2004.  La momentul morții lui Butler, Aryan Nations aveau aproximativ 200 de membri activi.

#### Procesul
În septembrie 2000, Southern Poverty Law Center⁠(d) (SPLC) a câștigat un proces în valoare de 6,3 milioane de dolari împotriva organizației prin reprezentarea a doi cetățeni nativi americani, Victoria Keenan și fiul acesteia Jason, care au fost hărțuiți și amenințați cu arma de către ofițerii de securitate ai Aryan Nations în Coeur d'Alene, Idaho în iulie 1998. Aceștia conduceau prin apropierea organizației când zgomotul produs de toba de eșapament⁠(d) a mașinii a atras atenția gardienilor care au crezut că sunt focuri de armă. Paznicii au tras asupra mașinii, provocând un accident. După aceea, unul dintre gardieni i-a sechestrat și atacat pe cei doi.
SPLC a intentat un proces în numele familiei Keenan. Un juriu a stabilit că Butler și Aryan Nations erau extrem de neglijenți în privința selectării și supravegherii gardienilor și au acordat familiei 6,3 milioane de dolari. Un avocat local care i-a reprezentat pe aceștia a declarat că suma imensă a fost stabilită pe de-o parte cu scopul de a despăgubi familia Keenan, iar pe de altă pentru a-i pedepsi pe Butler și adepții săi din a repeta astfel de comportamente pe viitor.
Verdictul de 6,3 milioane de dolari a cauzat intrarea în faliment a organizației lui Butler. Proprietatea a fost scoasă la licitație, iar SPLC a împrumutat 95.000 de dolari de la familia Keenan ca să poată licita pentru proprietatea de 20 de acri. În februarie 2001, proprietățile din Hyden Lake și proprietatea intelectuală - inclusiv denumirea Aryan Nations și Biserica lui Iisus Hristos - Creștin, au fost transferate familie Keenan. Greg Carr, filantrop și milionar din Idaho, a cumpărat proprietatea de la familie și a donat-o Fundației North Idaho College⁠(d). Aceasta a fost transformată într-un parc.
Departamentele locale de pompieri au demolat o parte din clădirile bisericii și le-au incendiat în timpul exercițiilor de antrenament. Edgar Steele⁠(d), avocatul care îl reprezentase pe Butler, a fost ulterior acuzat că a angajat un bărbat care să-i ucidă soția. Steele a murit în 2014 în timp ce ispășea o pedeapsă de 50 de ani de închisoare.

#### Decăderea

Steagul utilizat de organizația Aryan Nations.

Există trei fracțiuni principale ale organizației. Una a fost condusă de Charles John Juba, iar apoi de August Kreis III⁠(d). În 2012, Kreis a renunțat la funcția de lider și l-a desemnat pe Drew Bostwick ca succesor. În 2002, grupul lui Juba era situat în orașul rural Ulysses⁠(d) din comitatul Potter, Pennsylvania unde a fost organizat Congresul Mondial al Aryan Nations în 2002. Juba a demisionat în martie 2005, anunțând că funcția de lider va fi preluată de Kreis.
Kreis a înființat un nou sediu în Lexington⁠(d), Carolina de Sud și, în cele din urmă, l-a mutat în apropiere de Union City, Tennessee⁠(d). În 2005, Kreis a intrat în atenția mass-mediei după ce a încercat să stabilească o alianță cu organizația teroristă Al Qaeda.
În 2005, Ordinul Sfânt al Phineas Priesthood, asociată în trecut cu fracțiunea condusă de Kreis, s-a separat și s-a reînființat sub denumirea de Arian Nations Revival cu sediul în New York. Ordinul Sfânt a luat naștere după ce Kreis a permis înscrierea wiccanilor, musulmanilor și odiniștilor⁠(d) în grup. Aceștia considerau acest gest o abatere de la convingerile creștine fundamentale ale organizației Aryan Nations. Arian Nations Revival a devenit în scurt timp cea mai mare fracțiune.
Liderii Arian Nations Revival au fost numiți în Registrul Congresului⁠(d) ca teroriști⁠(d). Guvernul a stabilit că Ordinul Sfânt al Frației Phineas Priesthood reprezenta o aripa teroristă a Aryan Nations. Aryan Nations Revival a găzduit o emisiune radio săptămânală intitulată The Aryan Nations Broadcast. Difuzat din 1979 până în 2009, programul radio a fost autorizat de Richard Butler. Programul a fost suspendat când Hal Turner⁠(d), gazda radioului, a fost arestat după ce a amenințat cu moartea judecători federali din  Chicago. În perioada încarcerării, Turner a anunțat, prin intermediul avocatului său, că era informator federal și că Aryan Nations se numără printre organizațiile pe care le spiona.
În 2009, Aryan Nations Revival - situată în Texas - a fuzionat cu organizația Aryan Nations a pastorului Jerald O'Brien care îți avea sediul în Coeur d'Alene, Idaho. Ambele grupuri erau formate din adepți ai identității creștine.

## Asociați
În 1983, Robert Jay Mathews - care a vizitat complexul organizației de mai multe ori - a înființat organizația The Order alături de membrii Aryan Nations  Dan Bauer, Randy Duey, Denver Parmenter și Bruce Pierce. Principalul scop al acestora era eliminarea guvernului sionist și înființarea unui stat alb în nord-vestul Statelor Unite prin intermediul unor acțiuni teroriste. Dennis McGiffen, cunoscut pentru legăturile cu AN, a fondat un grup intitulat The New Order, însă membrii săi au fost arestați înainte să-și planurile în aplicare.
Buford O. Furrow, Jr. - condamnat pentru un atac terorist în Los Angeles și uciderea unui poștaș - a lucrat ca agent de securitate în complexul organizației Aryan Nations.